# Magnus Öström
Magnus Öström (Skultuna, 1965) è un batterista jazz svedese.
La sua carriera è stata concentrata soprattutto sugli E.S.T., trio che fondò egli stesso con Esbjörn Svensson, pianista suo amico fin dall'infanzia, nel 1993 all'incontro con il contrabbassista Dan Berglund. Tuttavia, il suo nome è anche legato a collaborazioni con altri artisti jazz di calibro internazionale quali: Pat Metheny, Benny Golson, Curtis Fuller, Buster Williams, Roy Hargrove, Nils Landgren, Mulgrew Miller, Conrad Herwig e Stefon Harris.
Dopo lo scioglimento dell'E.S.T. a causa della morte del pianista, ha inciso il primo CD a suo nome "Thread of Life" dove nel brano "Ballad for E", dedicato all'amico scomparso, compaiono come ospiti Dan Berglund e Pat Metheny.
Nel 2016 assieme al pianista  Bugge Wesseltoft  e a  Dan Berglund forma un trio che prende il nome di Rymden (in svedese significa "spazio"). Musicalmente, le influenze del modern jazz sono state mescolate con  musica classica come Johann Sebastian Bach così come musica da film e  rock]. Ci sono anche influenze della  musica folclorica scandinava.

## Discografia

### Magnus Öström Band
- Thread Of Life (2011) Act
- Searching For Jupiter (2013) Act
- Parachute (2016) Diesel Records

### Con gli E.S.T.
- When Everyone Has Gone (1993) Dragon
- E.S.T. Live '95 (1995) ACT
- E.S.T. plays Monk (1996) Diesel Music
- Winter in Venice (1997) Diesel Music
- From Gagarin's Point of View (1999) ACT
- Good Morning Susie Soho (2000) ACT
- Somewhere Else Before (2001) ACT
- Strange Place for Snow (2002) ACT
- Seven Days of Falling (2003) Super Studio Gul
- Viaticum (2005)  SpamBooLimbo
- E.S.T. live in Berlin (contenuto nel Viaticum- Platinum Edition) (2005)  ACT
- Tuesday Wonderland (2006) ACT
- E.S.T. Live in Hamburg (2007) ACT
- Leucocyte (2008) ACT
- Retrospective - The Very Best of E.S.T. (2009) ACT
- 301 (2012) ACT
- E.S.T. Symphony (2016) ACT
- E.S.T. Live in London (2018), ACT, registrato nel 2005
- E.S.T. Live in Gothenburg (2019), ACT, registrato nel 2001

### Con i Rymden
- Reflections & Odysseys (2019), Jazzland Recordings
- Space Sailors (2020), Jazzland Recordings

### DVD
- Live in Stockholm (2003) ACT